# 가오싱
가오싱(중국어: 高星, 병음: Gao Xing, 한자음: 고성, 1996년 6월 14일 ~ )은 중화인민공화국의 바둑 기사이다. 후베이성 황스시 출신으로 중국기원 소속의 5단이다. 전국위기개인전 여자조에서 우승했다. 남편은 바둑 기사 양이(杨一)이다.

## 경력
후베이성 황스시에서 태어났다. 2011년  전국위기개인전 여자 소녀조에서 우승했고 건교배 여자바둑오픈전과 전국 마인드 스포츠 대회에 출전했다. 2012년 프로 야구 초단에 입단했고 실내 무도 아시안 게임 남녀 페어전과 여자 단체전에서 우승했다. 또한 몽백합배 세계 바둑 오픈전에 참가했다. 
2014년 2단, 2016년에 3단으로 승단했다. 2017년 전국위기개인전 여자조에서 우승했고 4단으로 승단했다. 2018년 한국여자바둑리그에 출전했고 루양배 한중일 3국 바둑명인페어대회에서 준우승했으며  건교배 여자바둑오픈전 4강에 진출했다.  2019년 황룡사배에서 3승 1패를 기록하고 오청원배 세계여자바둑대회 8강에 진출했다. 
2020년 1월, 양이 5단과 결혼했다. 2014년부터 여자 갑조 리그에 항저우시 팀으로 출전했다. 